# Álbum Ilustrado de Minas Gerais
Álbum Ilustrado de Minas Gerais é uma obra de fotografias do início do século XX de Francisco Soucasaux e Raymundo Alves Pinto. A obra acabou por ser publicada postumamente, uma vez que Francisco Soucasaux faleceu antes de concluir seu projeto, que foi finalizado por seu irmão, Augusto Soucasaux.

## Contexto
No início do século XX, dois fotógrafos atuantes no estado de Minas Gerais, Francisco Soucasaux e Raymundo Alves Pinto, divulgaram a mesma ideia: publicar um álbum ilustrado do estado de Minas Gerais. Francisco Soucasaux faleceu antes de concluir seu projeto, que foi finalizado por seu irmão, Augusto Soucasaux. Raymundo Alves Pinto não chegou a publicar seu álbum, ainda que tenha produzido extensa obra para esse fim. No entanto, a disputa entre os projetos se mostrou mais rica do que o próprio resultado final. Os fotógrafos competiram em torno da edição de um álbum de Minas, concorreram por espaço e influência na administração pública, mas, acima de tudo, disputaram por um lugar simbólico no processo de modernização do Estado nos anos iniciais do regime republicano.

## Autores

### Francisco Soucasaux
Francisco Soucasaux (1856-1904) foi um pintor, fotógrafo, cineasta, empresário e construtor e português. Com longa passagem pelo Brasil, Francisco foi responsável por diversas obras relevantes no país. Ao lado do arquiteto e jornalista português Alfredo Camarate e a participação do comerciante Eduardo Edwards, Francisco criou a firma Edwards, Camarate & Soucasaux, empreiteira que tomaria a responsabilidade da construção de alguns prédios da cidade de Belo Horizonte.

### Raymundo Alves Pinto
Raymundo Alves Pinto (Senhora do Porto, 1872- Recife, 1928) foi um fotógrafo brasileiro, notório por ter atuado no início do século XX no estado de Minas Gerais, quando ao lado de Francisco Soucasaux produziu material para publicar um álbum ilustrado de Minas Gerais.